# Vägsalt

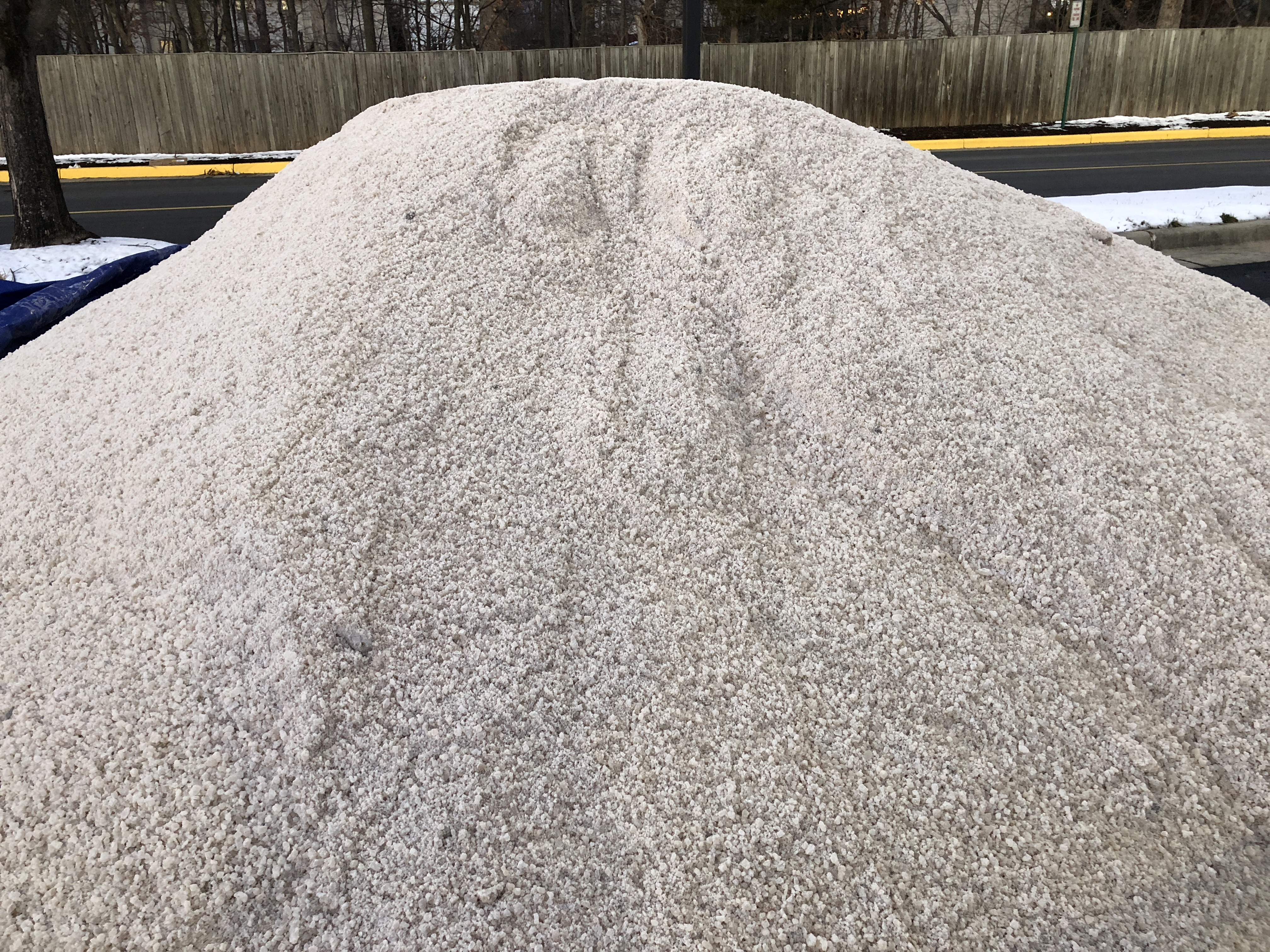
En hög med vägsalt.

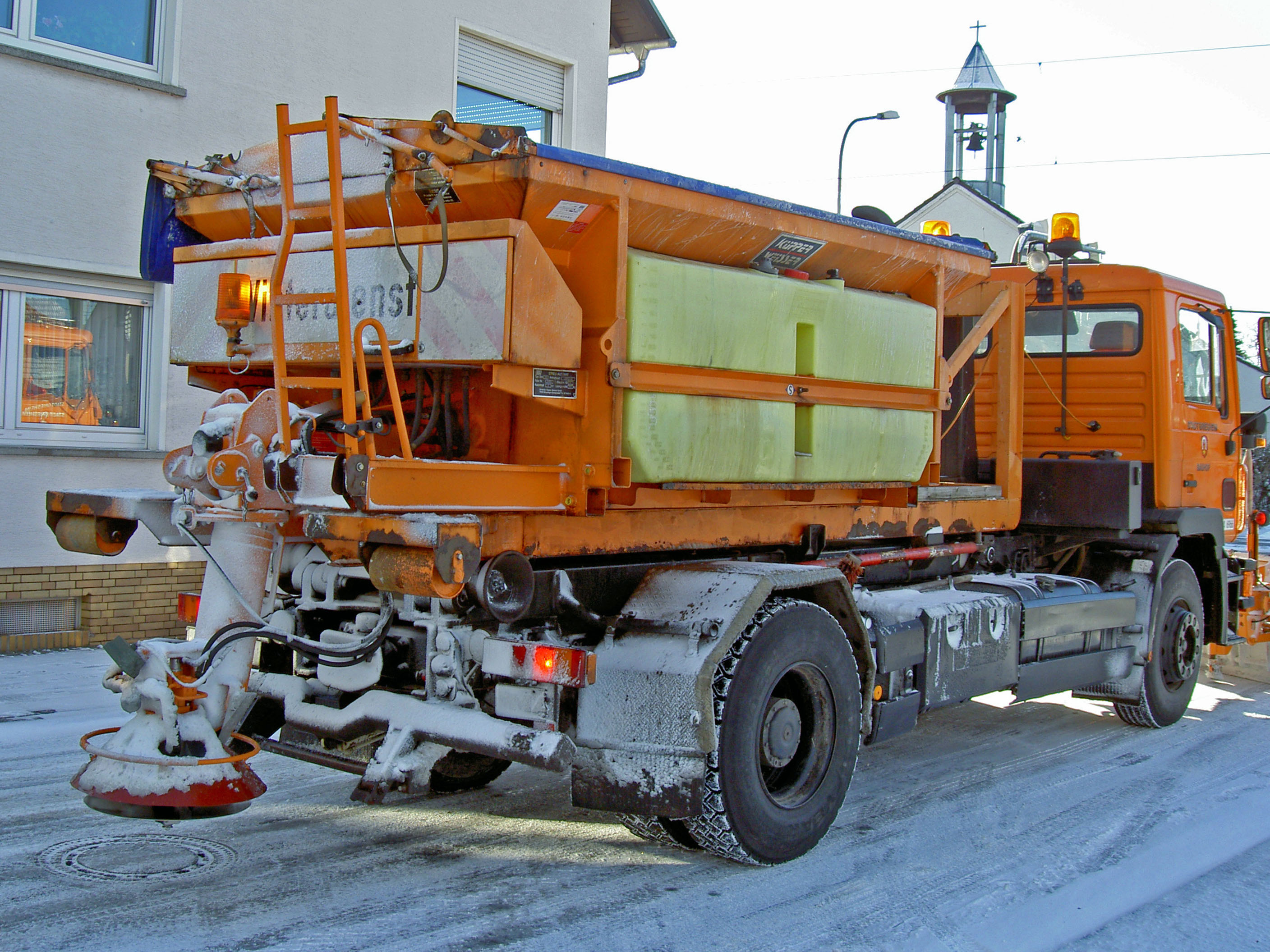
En saltbil.

Vägsalt eller tösalt är ett salt som främst används som halkbekämpningsmedel vid vinterväglag, men även för att förhindra dammutveckling på vägar. Vanligen används natriumklorid (koksalt) eller kalciumklorid. Som alternativ används ibland dyrare kalciummagnesiumacetat, CMA, och kaliumformiat.
Vägsaltet strös ofta ut med en saltspridare. De mindre modellerna med hjul är handdrivna och har vissa likheter med skottkärror eller handgräsklippare. Det finns även plog- och saltbilar samt större saltspridare som tillbehör till exempelvis hjullastare.
Vanligt vägsalt är bara effektivt ner till minus 6–10 °C. Är det kallare kan saltet få motsatt effekt. Vägsalt används ibland även vid kallare förhållanden, om det väntas mildare väder. Vid mycket kallt och torrt väder blir körbanan skrovlig och behovet av halkbekämpning mindre. Om det är både mycket kallt i kombination med nederbörd kan det dock bli extremt besvärligt på vägarna och i vissa fall kan då vägar behöva stängas av för trafik.
Vägsalt kan påverka miljön såtillvida att skador kan uppstå på vegetation. Även små mängder har i början av 2020-talet visat på negativ effekt hos djurplankton i sjöar. Saltet kan också ge upphov till korrosionsskador (rost) på fordon samt på betong- och stålkonstruktioner. En annan risk med vägsalt är att vilda djur lockas upp på vägarna för att slicka i sig saltet. Experiment genomförs för att försöka motverka såväl negativ miljöpåverkan som djur på vägarna.
I Sverige är det främst Trafikverket som halkbekämpar vägar. Trafikverket använder bara vägsalt när andra metoder inte fungerar. Enligt Trafikverket saknas miljövänligare alternativ på större vägar (läst 2023). Nackdelen med vägsand på större vägar är att den flyttar sig med hjälp av vinden eller trafiken och att det skulle behövas enorma mängder, vilket skadar miljön.